# Incendiando Corações
Incendiando Corações é o oitavo álbum ao vivo e último disco do Koinonya, lançado em 2008 de forma independente.
No álbum, Bené Gomes continua como único membro remanescente da formação original. A obra traz a regravação de "Tu És Soberano".

## Faixas
1. "Vem Me Incendiar"
2. "Vem Me Socorrer"
3. "Tu és Soberano"
4. "Que Amor é Esse"
5. "Há um Rio"
6. "Semelhante a Ti"
7. "Águas Profundas"
8. "Eu Vou Louvar a Ti"